# Bitwa pod Filipopolis (1208)
Bitwa pod Filipopolis, w historiografii bułgarskiej znana jako bitwa pod Płowdiwem (bułgarski:  Битка при Пловдив), miała miejsce 30 czerwca na terenach położonych w okolicy Filipopolis. Walczącymi stronami były wojska Cesarstwa Bułgarii i Cesarstwa Łacińskiego. Bitwa zakończyła się zwycięstwem krzyżowców.

## Tło
Po zdobyciu przez armie IV krucjaty stolicy Bizancjum, Konstantynopola, zwycięzcy na mocy umowy zwanej Partitio terrarum imperii Romaniae podzieli pomiędzy siebie ziemie Cesarstwa. Na jego terenie powstał szereg nowych państw z których część należała do przybyszów z Europy Zachodniej, na czele z Cesarstwem Łacińskim. Bułgarzy którzy początkowo szukali sojuszu z krzyżowcami, w rozpadzie Bizancjum ujrzeli szansę na rozwój terytorialny swojego państwa. Cesarz Kałojan zaatakował łacinników już w 1205 roku, odnosząc szereg zwycięstw i zajmując dla siebie prawie całą Macedonię i Trację. 
Kałojan został jednak zamordowany w czasie oblężenie Tessaloniki w 1207 roku. Tron bułgarski zajął po nim siostrzeniec, Borił. Był on jednak uzurpatorem gdyż korona prawnie należała się Iwanowi Asenowi, który z powodu młodego wieku nie był w stanie dobrze bronić swoich praw. Borił miał jednak olbrzymie problemy z opozycją wewnętrzną co dało czas rozbitym łacinnikom na reorganizację sił.

## Bitwa
Wiosną 1208 roku Borił uznał, że jego pozycja na tronie bułgarskim jest wystarczająco pewna aby zająć się sprawami polityki zagranicznej. Podobnie jak Kałojan, szansy na ekspansję upatrywał w słabości łacinników i na ich cesarstwo postanowił się wyprawić. Armia Boriła przekroczyła granicę i pokonała krzyżowców nieopodal Starej Zagory. Upojony zwycięstwem, Borił rozkazał pomaszerować swoim wojskom na południe i 30 czerwca napotkał na swojej drodze główne wojska łacinników. Borił miał 1800 - 2200 żołnierzy a cesarz łaciński, Henryk, dysponował 2 000 rycerstwa i kilkoma tysiącami innych żołnierzy. Bułgarzy, na początku bitwy, spróbowali wykonać ten sam manewr co pod Adrianopolem w 1205 roku. Lekka jazda miała zaatakować krzyżowców a potem upozorować ucieczkę tak aby rycerstwo oddzieliło się od reszty wojska i samo wpadło na centrum bułgarskiej armii. Zachodni rycerze wyciągnęli jednak wnioski z poprzednich bitew i tym razem nie dali się sprowokować. Zamiast tego, sami zastawili pułapkę i uderzyli na oddział który znajdował się pod osobistym dowództwem Cara. Borił miał przy sobie zaledwie 1 600 ludzi i jego oddziały nie wytrzymały naporu krzyżowców. Aby nie wpaść w niewolę musiał ratować się ucieczką. Na wieść o tym resztę bułgarskiej armii ogarnęła panika i jej żołnierze rzucili się do ucieczki. 
Bułgarzy licząc na to że krzyżowcy nie będą ich ścigać w górach umknęli na wschód, w stronę górskich przełęczy. Przednia straż łacinników wpadła w zasadzkę w okolicach wsi Żelenikowo gdzie poniosła duże straty ale po przybyciu głównych sił Bułgarzy i tak musieli uciekać poza granice Cesarstwa Łacińskiego.

## Następstwa
Mimo klęski Bułgarzy zachowali armię i cały 1208 rok upłynął pod znakiem zmagań bułgarsko- łacińskich. Mimo prób cara Boriła, nie udało się przełamać łacińskiej obrony, krzyżowcy przeszli wręcz do kontrnatarcia. W 1209 roku Henryk odniósł zwycięstwo nad Aleksym Sławem, bułgarskim namiestnikiem Rodopów. Cesarz łaciński umiejętnie wpłynął na pokonanego przeciwnika, tak że ten poślubił jego córkę i został sojusznikiem krzyżowców, którzy obiecali poprzeć jego pretensje do tronu bułgarskiego. Borił, aby powetować sobie tę stratę zwrócił się do swojego brata Streza, który rządził w Prosek. Strez otrzymał prestiżowy tytuł sebastokratora i wolną rękę w sprawach wewnętrznych. W 1211 Bułgarzy zawarli sojusz z Niceą, ale nie udało im się pokonać łacinników. Po tym niepowodzeniu Borił dokonał totalnego zwrotu w polityce zagranicznej- najpierw zawarł pokój a potem sojusz z łacinnikami i oddał Henrykowi rękę Marii, córki Kałojana. 